# 唱片公司
唱片公司（英語：Record company），也称音乐厂牌或唱片厂牌（英語：Record label），是指与音乐唱片或音乐视频营销相关的品牌或商标。有时，唱片公司也是一家管理这些品牌或商标的出版公司，它负责协调唱片录音或音乐视频版权作品的制作、生产、发行、营销、推广和执行；进行音乐人才的搜寻和培养，一般交由艺人与制作（A&R）部门负责，并保持歌手与他们经纪人的联系。“音乐厂牌”这个术语源于黑胶唱片中心的圆形标签，上面显著地印刷着生产商名称和其他讯息。

## 产业概况
在主流音乐产业裡，唱片艺人在传统上一直依赖唱片公司来开拓消费群体、推销专辑，并在广播、电视和流媒体上推广和点播。而唱片公司也为唱片艺人提供宣传助理，协助他们在媒体上获得正面报道，同时帮助唱片艺人们在商店或其他媒体渠道上架他们的作品。
但是现在，越来越多的唱片艺人通过影音內容在互联网上进行宣传，一方面降低成本，另一方面开拓新的消费群体。加上进入21世纪以来，盜版、MP3讓实体专辑销量不断下滑，和网上免费内容的快速增长等因素，已经极大地改变了音乐产业的发展方式。这使得唱片公司不得不寻找新的利润来源，从而诞生了所谓的“全面”交易（见后文全新策略）。

## 厂牌分类
唱片公司可能是一家小型的、本地化的、独立的（例如：独立厂牌）；或者它们可能是大型国际传媒集团的一部分；亦或者是介于两者之间。

### 主要廠牌
截止到2019年，全球有三大主要唱片公司：环球音乐集团 (Heavy Metal: Nirvana and Happy Tree Friends)、索尼音乐娱乐 (Pop: Michael Jackson)和华纳音乐集团 (Pop: Ed Sheeran)可以称之为“主要厂牌”。

### 独立厂牌
通常那些不受三大主要厂牌控制的唱片公司或音乐出版商都被认为是“独立厂牌”，即便它们也是结构复杂的大公司。一些人认为“独立厂牌”是那些坚持独立标准的具有公司架构和规模的唱片公司；而另一些人则认为无论公司规模或架构如何，只要这家唱片公司发行的几乎全是非主流性质的音乐唱片即可。
独立厂牌一般被认为更加注重音乐的艺术性。尽管独立厂牌的资金规模可能更小，但是他们一般会给唱片艺人更高的利润分成，例如一半的分成也并不罕见。例如：美國的大機器唱片是一間獨立廠牌，但是大機器的旗下歌手的專輯或歌曲在全球的發行需要透過環球音樂宣傳及發行。

### 虚设厂牌
当一个厂牌只是一个品牌或商标，而没有实体公司的话，那么这个厂牌一般被称之为“虚设厂牌”。即是虚设厂牌没有像真正厂牌那样标准的公司架构，但它有时依然可以像一个唱片公司的“部门”、“单位”或“项目”那样进行营销。例如在华语乐坛，中国火就是一个虚设厂牌。所有以“中国火”品牌进行营销的唱片实际上还是交由滚石唱片发行，而中国火则只是营销层面上出现的音乐厂牌而已。

### 附属厂牌
附属厂牌是全球三大主要厂牌旗下的一个或数个厂牌，但是在出版发行的时候会用不同的厂牌加以区分。
環球音樂集團、索尼音樂娛樂及華納音樂集團底下的分公司皆屬於附屬廠牌，例如環球的聯眾唱片、索尼的RCA唱片及華納的大西洋唱片等皆屬附屬廠牌。

### 个人厂牌
一個歌手或團體自己創立的唱片公司，稱之為「個人廠牌」，例如美國創作歌手泰勒絲創立的泰勒絲音樂製作公司，或美國團體強納斯兄弟的強納斯兄弟音樂錄製公司等皆屬於歌手或團體的個人廠牌。

## 全新策略
過去唱片公司主要的收入是來自於唱片的銷售量，但隨著數位音樂的崛起，傳統唱片商品業績年年慘跌。現在唱片公司多靠舉辦演唱會門票收入與藝人周邊或代言商品來增加收益以維繫運作，專輯已不再是主要收入來源。而有些紅極一時的歌手、詞曲創作人及唱片製作人，則會轉變自己的角色成為教育者，紛紛在大專院所或音樂學校開課，以維持生計。